# Andrew Campbell
Andrew Campbell (ur. 1950) – szkocki teoretyk zarządzania. Współzałożyciel Ashridge Strategic Management Centre. Autor pracy A Sense of Mission (1990). Campbell jest byłym konsultantem firmy McKinsey & Company. Wraz z Michaelem Gooldem wyróżnili trzy główne style zarządzania:
1. kontrola finansowa
2. kontrola strategiczna
3. planowanie strategiczne

a także pięć stylów zarządzania rzadziej spotykanych:
1. scentralizowany
2. programowanie finansowe
3. spółka holdingowa
4. programowanie strategiczne
5. zarządzanie strategiczne wzorowane na kapitale zwiększonego ryzyka